# Прикладная математика и механика
«Прикла́дная матема́тика и меха́ника» (принятое сокращение: ПММ) — советский и российский научный журнал. Издается Российской академией наук, Отделение механики и процессов управления. Основан в 1937 году, первый главный редактор — академик Б. Г. Галёркин.
Издаётся в Москве. Адрес редакции: 119526, Москва, Вернадского просп., д. 101.
Выходит 6 номеров в год. В 1975 году тираж составлял 2800 экз.
С 1958 года начался перевод журнала на английский язык. Англоязычная версия журнала издается под названием Journal of Applied Mathematics and Mechanics.

## Тематика
Старейшее в России периодическое научное издание, специально созданное для публикации новых научных результатов в области механики.
По традиции, сложившейся в российской науке, исследования по механике подразделяют на три больших направления:
- общая механика, или механика систем, включая проблемы управления механическими системами;
- механика жидкости, газа и плазмы;
- механика деформируемого твёрдого тела.

Новые (комплексные) разделы механики (такие, как биомеханика, механика природных процессов) относят к какому-либо из указанных выше разделов. Кроме этого, в журнале публикуются статьи по новому направлению вычислительная механика.
По согласованию с редакцией в журнале также печатаются обзорные статьи по указанным направлениям.
Публикация в ПММ считается свидетельством высокого качества работы и является престижной среди учёных-механиков. Проводится ежегодный конкурс на лучшую статью, опубликованную в журнале.

## Известные сотрудники журнала
- академик АН СССР Галёркин Борис Григорьевич (1871—1945), главный редактор с 1937 по 1945 г.
- член-корреспондент АН СССР Четаев Николай Гурьевич, главный редактор журнала (1945—1959)
- член-корреспондент АН СССР Галин Лев Александрович, главный редактор журнала (1960—1981)
- академик АН СССР Румянцев Валентин Витальевич, главный редактор журнала (1981—2007)
- академик АН СССР Чёрный Горимир Горимирович (1923—2012)
- академик РАН Григорян, Самвел Самвелович (1930—2015)
- Карапетян, Александр Владиленович (1950—2021) — д.ф.-м.н., профессор МГУ.
- Куликовский А. Г. — академик РАН, Математический институт им. Стеклова, Москва, Россия
- Морозов Н. Ф. — академик РАН, Санкт-Петербургский государственный университет, Санкт-Петербург, Россия
- Талицких Николай Андрианович (1899—1971)[2][3]
- Тирский Г. А. — д.ф.-м.н., профессор, Московский физико-технический институт (государственный университет), Институт механики МГУ, Москва, Россия

## Редколлегия
Главный редактор:
- Горячева И. Г. — академик РАН, Институт проблем механики им. А. Ю. Ишлинского РАН, Москва, Россия

Ответственный секретарь:
- Байдулов В. Г. — к.ф.-м.н., Институт проблем механики им. А. Ю. Ишлинского РАН, Москва, Россия

Члены редколлегии:
- Болотник Н. Н.
- Гайфуллин A.M.
- Журавлёв В. Ф. — академик РАН, Институт проблем механики им. А. Ю. Ишлинского РАН, Москва, Россия
- Козлов В. В. — академик РАН, Вице-президент РАН, Москва, Россия
- Кривцов А. М.
- Осипов Ю. С. — академик РАН, Президент Российской академии наук, Москва, Россия
- Пухначёв В. В.
- Решмин С. А.
- Черноусько Ф. Л. — академик РАН, Институт проблем механики им. А. Ю. Ишлинского РАН, Москва, Россия
- Якуш С. Е.